# Кружево ламе

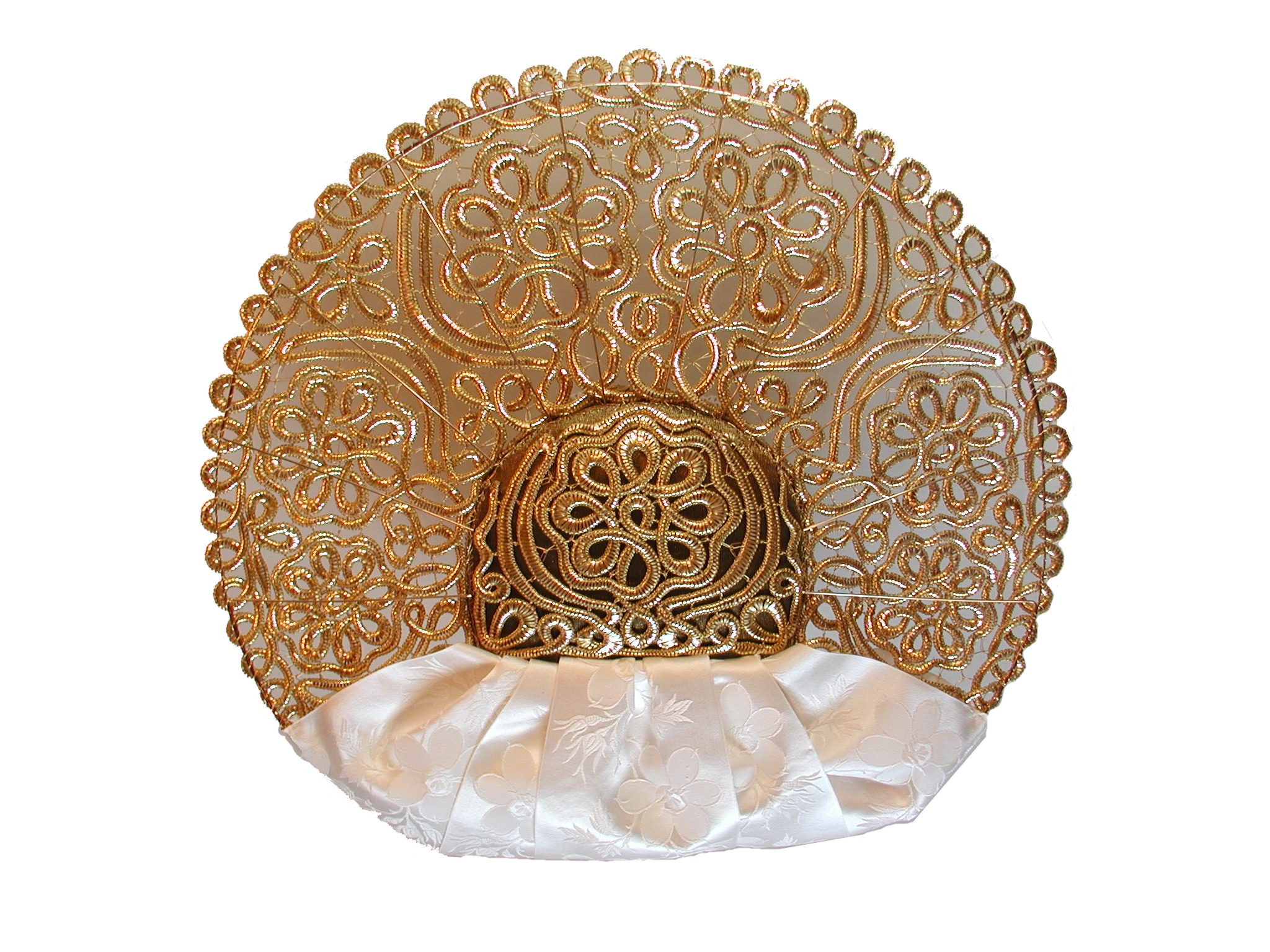
Колпак — головной убор, плетеный в технике ламе. Образец из города Фельдкирх, Австрия

Кру́жево ламе́  — кружево, состоящее в основном из тонкой плоской металлической проволоки, называемой ламе́.

## Особенности
В кружеве также используются темлячная нить (взрывное золото) и тонкие конопляные шнуры .
Интересно, что устно использовался термин «русская хлопушка».
В Германии также использовался термин «полая точка».

## История
Кружево ламе используется как деталь одеяния трахт 
— традиционных национальных костюмах немецкоговорящих стран.

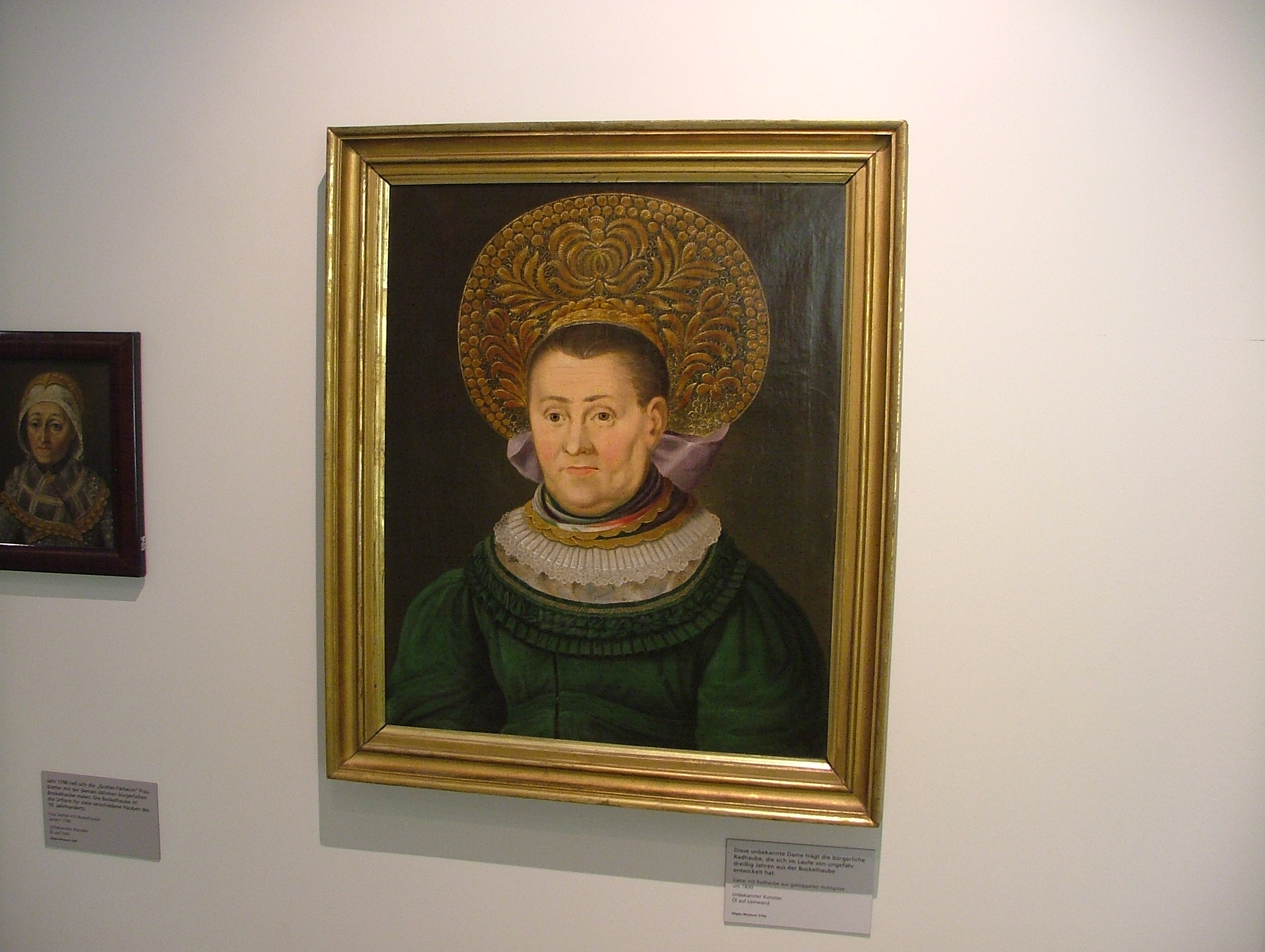
Головной убор, созданный в технике кружевоплетения ламе на портрете 1830 года

В конце XIX векe можно найти многочисленные образцы данного типа кружев, особенно на священнических одеждах ( молитвенных платках, шапках и т. а.); здесь кружево называлось Шпаньер Арбет .
Существует версия, что после того, как евреи были изгнаны из Испании в Средние века, они принесли эту технологию в Россию.

## Веб ссылки
- http://members.aon.at/rosamichl/page_6_2.html
- https://bodensee-radhaube.jimdosite.com/